# David Gold, Baron Gold

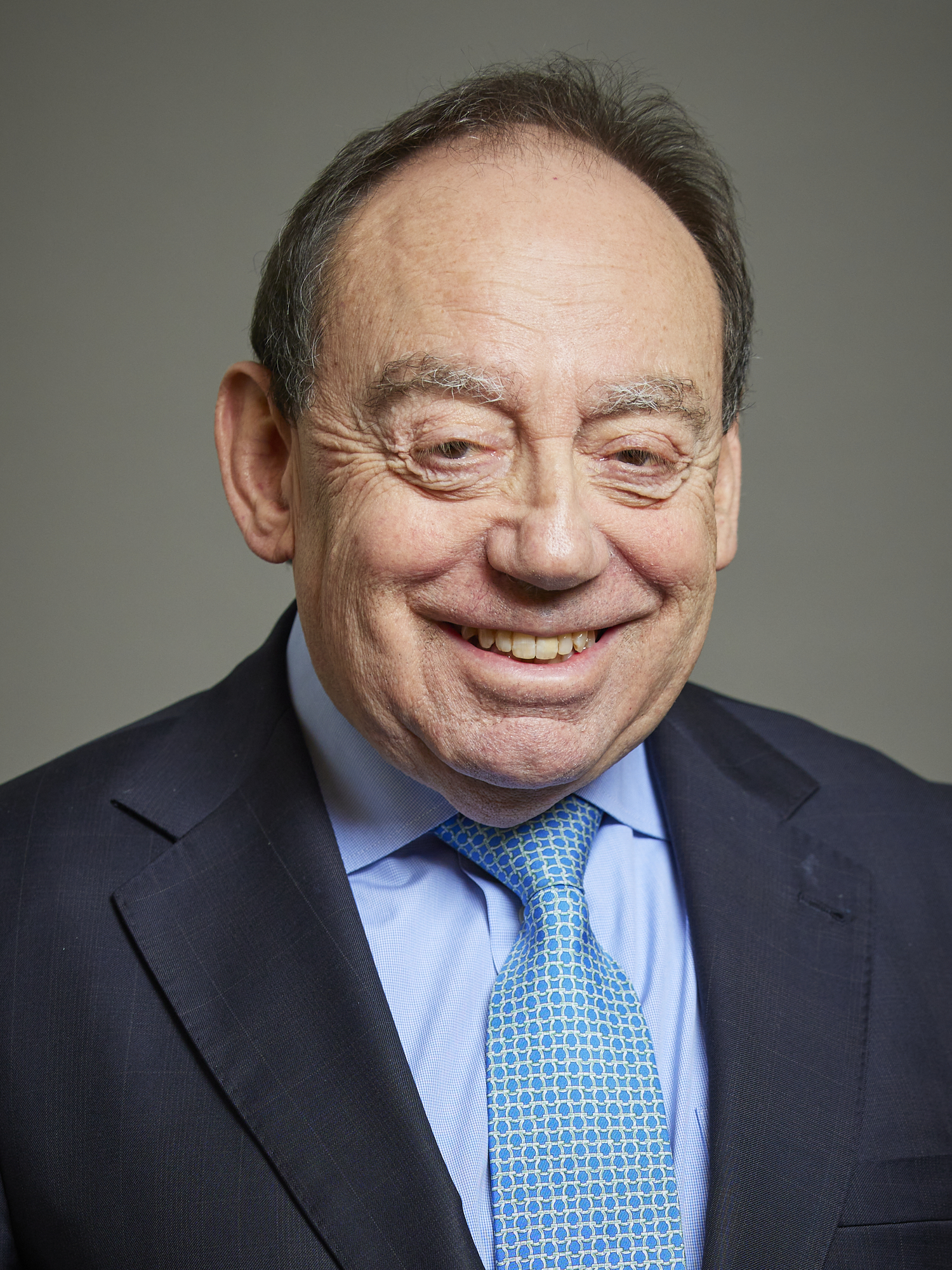
David Gold, Baron Gold, 2023

David Laurence Gold, Baron Gold (* 1. März 1951) ist ein britischer Rechtsanwalt und Life Peer der Conservative Party im House of Lords.
Seit März 2011 arbeitet er für David Gold & Associates. Er war Senior Partner bei Herbert Smith LLP.
Am 1. Februar 2011 wurde er als Baron Gold, of Westcliff-on-Sea in the County of Essex, zum Life Peer erhoben und ist dadurch seither Mitglied des House of Lords.